# Ida Annah Ryan

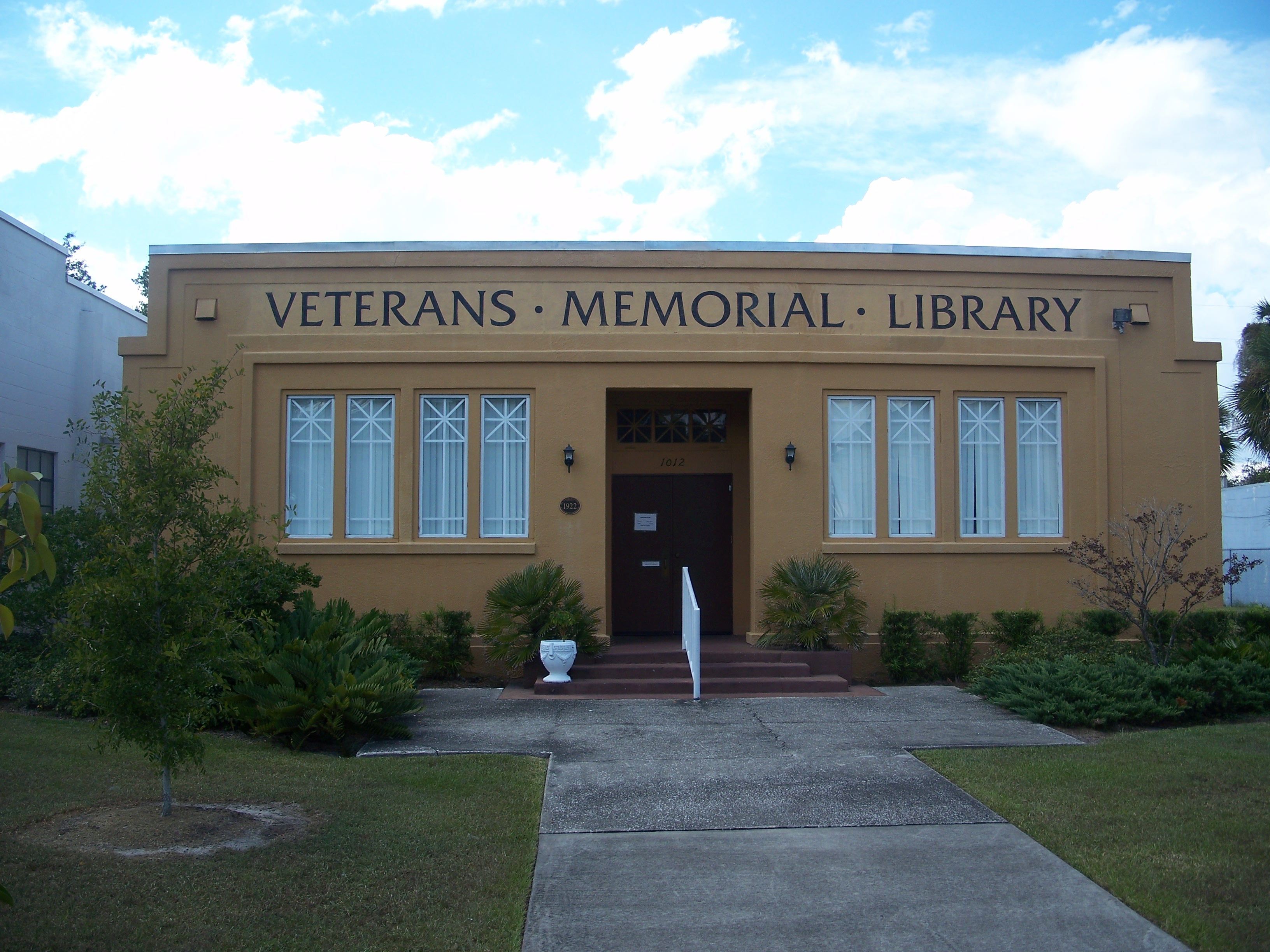
Roberts & Ryan, St. Cloud Heritage Museum

Ida Annah Ryan (Waltham, Maine, Estados Unidos, 4 de noviembre de 1873-Orlando, Florida, 1950) fue una arquitecta estadounidense. Ella, unto a Isabel Roberts, crearon unos de los primeros estudios de arquitectura formados por mujeres.

## Primeros años
Hija de Albert Morse Ryan y Carrie S. Jameson. Tenía 4 hermanos. Ella se graduó de la Waltham High School (Secundaria Waltham). Durante sus años de estudios en la Secundaria Waltham, Ryan le atrajo por primera vez estudiar diseño arquitectónico.
En 1892, Ida A. Ryan empezó a asistir a la Escuela Normal de Arte de Massachusetts (ahora Colegio de Arte y Diseño de Massachusetts), la cual fue fundada en 1873 con la intención de apoyar la Ley de dibujo de Massachusetts de 1870 proporcionando maestros de dibujo para las escuelas públicas, así como la formación de artistas profesionales, diseñadores, y arquitectos. En 1894 recibió su diploma en Dibujo Elemental y Arte y Diseño Constructivos (que abarca Geometría Descriptiva, Dibujo de Máquinas-Construcción y Diseño Arquitectónico).
Ida Annah Ryan fue una estudiante notable del Massachusetts Institute of Technology (MIT). En 1906 llegó a ser la primera mujer en recibir un título de máster en Arquitectura del MIT y la primera mujer en recibir un título de Maestría en Arquitectura en los Estados Unidos.

## Trayectoria
En 1907, fue galardonada con la beca de viaje del MIT, el premio más alto que el Departamento de Arquitectura otorgaba a sus egresados.
Además fue miembro del Cleofan, primer club para estudiantes mujeres del MIT fundado en 1890, del Waltham Equal Suffrage League y de la Political Equality Association of Massachusetts. Cuando Estados Unidos entró en la Primera Guerra Mundial, Ryan ofreció sus servicios al gobierno y fue la primera mujer que trabajó en el Departamento de Guerra. Más tarde, como resultado de la caída de la construcción causada por la guerra, se mudó a Florida Central y fundó su propio estudio en Orlando convirtiéndose así en la primera arquitecta de esa ciudad. Poco tiempo después, se unió a Isabel Roberts que había trabajado con Frank Lloyd Wright.

## Obras
Ryan & Roberts diseñaron viviendas y edificios emblemáticos en Orlando y otras ciudades de Florida. Entre sus obras más importantes están: la Iglesia Unitaria (Orlando, c. 1920), la Biblioteca en Memoria de los Veteranos (St. Cloud, 1922), los Apartamentos Amherst (St. Cloud, 1921-1922), el Club House del Club de Turismo de St. Cloud (1923), la casa estudio Ryan & Roberts (Orlando, 1920-1924), la Capilla de la Funeraria Fisk (St. Cloud, 1925), el Hotel Pennsylvania (St. Cloud, 1925), el edificio del Banco Popular (St. Cloud, c. 1925), la Escuela Primaria Ross E. Jeffries (St. Cloud, c. 1926), la residencia Lester M. Austin (Winter Garden, c. 1927) y la residencia Matilda A. Fraser (Orlando, 1929). Actualmente, muchas de sus obras residenciales y comerciales se conservan ya que sus propietarios han sido conscientes de la importancia de las contribuciones que estas mujeres realizaron en el campo de la arquitectura.
Ryan y Roberts prosperaron y continuaron trabajando juntas hasta la entrada de la década de 1940.